# Concílio das Igrejas Presbiterianas na Coreia
O Concílio das Igrejas Presbiterianas na Coreia ou Conselho das Igrejas Presbiterianas na Coreia ou Associação das Igrejas Presbiterianas na Coreia - em coreano 한국장로교총연합회 - é uma organização nacional de denominações presbiterianas, fundada em 1981, que reúne várias denominações no país. O objetivo da organização é trabalhar pela unidade do Presbiterianismo na Coreia do Sul.

Juntas, as denominações membros do Concílio eram formadas por mais de 7 milhões de membros em 2019.
Em 2020, o Rev. Jong-Jun Kim, ex-presidente da Igreja Presbiteriana na Coreia (HapDong), foi eleito presidente da organização.

## Membros
Em 2023, a organização tinha 25 denominações membros, entre elas:
1. Igreja Presbiteriana na Coreia (HapDong) - em coreano 대한예수교장로회(합동)[10].
2. Igreja Presbiteriana na Coreia (TongHap) - em coreano 대한예수교장로회(통합)[10].
3. Igreja Presbiteriana na Coreia (BaekSeok) - em coreano 대한 예수교 장로회 (백석)[13].
4. Igreja Presbiteriana na Coreia (Kosin) - em coreano 대한예수교장로회(고신)[13].
5. Igreja Presbiteriana da Coreia (Daeshin) - em coreano 대한예수교장로회(대신)[13].
6. Igreja Presbiteriana da Coreia (Gijang) - em coreano 대한예수교장로회 (기장)[12]
7. Igreja Presbiteriana na Coreia (Hoheon) - em coreano 대한예수교장로회(호헌)[13].
8. Igreja Presbiteriana na Coreia (Hapshin) - em coreano 대한예수교장로회(합신)[13].
9. Igreja Presbiteriana na Coreia (GaeHyuk I) - em coreano 대한예수교장로회(개혁)[13].
10. Igreja Presbiteriana na Coreia (HapDongDongShin) - em coreano 대한예수교장로회(합동동신)[13].
11. Igreja Presbiteriana na Coreia (HapDongBokUm) - em coreano 대한예수교장로회(합동복구)[13].
12. Igreja Presbiteriana na Coreia (HapDongJungAng) - em coreano 대한예수교장로회(합동중앙)[13].
13. Igreja Presbiteriana na Coreia (GaeHyukTsungHa) - em coreano 대한예수교장로회(개혁총연)[13].
14. Igreja Presbiteriana na Coreia (KoRyuGaeHyuk) - em coreano 대한예수교장로회(고려개혁)[13].
15. Igreja Presbiteriana na Coreia (HapBo) - em coreano 대한예수교장로회(합복)[13].
16. Igreja Presbiteriana na Coreia (GaeHyukSeongHoe) - em coreano 대한예수교장로회(개혁선교)[13].
17. Igreja Presbiteriana na Coreia (BoSu) - em coreano 대한예수교장로회(보수)[13].
18. Igreja Presbiteriana na Coreia (HanYoung) - em coreano 대한예수교장로회(한영)[13].
19. Igreja Presbiteriana na Coreia (PiEoSeon) - em coreano 대한예수교장로회(피어선)[13].
20. Igreja Presbiteriana na Coreia (HapDongHwanWon) - em coreano 대한예수교장로회(합동해외)[13].
21. Igreja Presbiteriana na Coreia (HapDongJangShin) - em coreano 대한예수교장로회(합동장신)[13].
22. Igreja Presbiteriana na Coreia (GiHyukGaeShin) - em coreano 대한예수교장로회(기혁개신)[11]
23. Igreja Presbiteriana na Coreia (Hoheon Uijeongbu) - em coreano 대한예수교장로회 (호헌 의정부)[12].
24. Igreja Presbiteriana na Coreia (KoRyu) - em coreano 대한예수교장로회(고려)[13].
25. Igreja Presbiteriana na Coreia (WeJeongBu) - em coreano 대한예수교장로회(의정부)[13].

## Ex-membros
1. Igreja Presbiteriana na Coreia (HapDongSeongHoe) - em coreano 대한예수교장로회(합동선목)[13].
2. Igreja Presbiteriana na Coreia (GaeHyukGaeShin) - em coreano 대한예수교장로회(개혁개신)[13].
3. Igreja Presbiteriana na Coreia (HapDongGaeHyuk) - em coreano 대한예수교장로회(합동개혁) [nota 1][13].